# Armans Ar C'halvez
 (août 2025).
Si vous disposez d'ouvrages ou d'articles de référence ou si vous connaissez des sites web de qualité traitant du thème abordé ici, merci de compléter l'article en donnant les références utiles à sa vérifiabilité et en les liant à la section « Notes et références ».
Armañs ar C'halvez, de son nom français Armand Le Calvez, né le 29 août 1921 et mort le 4 février 1972, est un abbé français.

## Biographie

### Enfance et formation
Il naît le 29 août 1921.

### Carrière
L'abbé Armand Le Calvez (revue d'étude pédagogique intitulée "Skol") est le fondateur et le directeur de la première école entièrement en breton, une école catholique, "Skol Sant-Erwan" ("École Saint-Yves"), qui dura trois années, entre 1958 et 1961, à Plouezec, entre Saint-Brieuc et Paimpol. L'abbé dut renoncer à son entreprise à la suite des nouvelles lois qui réglaient les rapports des Écoles privées et de l'État à partir de 1962 : ces lois ne lui laissaient plus la liberté de choisir son programme d'enseignement.
Il a également créé une publication pour enfants, Wanig ha Wenig, qui survécut à sa mort; et une organisation de jeunesse, Breuriezh Sant Erwan.

### Décès
Il meurt le 4 février 1972.